# Psyllaephagus densiciliatus
Psyllaephagus densiciliatus är en stekelart som beskrevs av Tan och Zhao 1999. Psyllaephagus densiciliatus ingår i släktet Psyllaephagus och familjen sköldlussteklar. Inga underarter finns listade i Catalogue of Life.